# Hospital nacional Kenyatta
El Hospital nacional Kenyatta (en inglés: Kenyatta National Hospital) se localiza en Nairobi, se trata del hospital más antiguo de Kenia. Fundado en 1901 con una capacidad de 40 camas, como el hospital Civil nativo, se le cambió el nombre en honor del rey Jorge VI en 1952. En ese momento la comunidad de colonos era atendida por el cercano "Hospital Europeo" (ahora Hospital de Nairobi). Su nombre se cambió a "Hospital Nacional Kenyatta" para rendir homenaje a Jomo Kenyatta después de la independencia de los británicos. Actualmente, es la mayor hospital de referencia y hospital universitario en el país.
El Hospital Nacional Kenyatta tiene una capacidad de 1.800 camas y tiene más de 6.000 miembros de personal. Cubre un área de 45,7 hectáreas. La Escuela de Medicina de Nairobi, y varias agencias gubernamentales se encuentran en el campus.